# Kimberlit
Kimberlit je intruzivní vyvřelá hornina. Je významným zdrojem diamantů, které se z ní těží a to převážně v oblastech jižní Afriky. Tato ultrabazická hornina se skládá převážně z většího množství serpentinizovaného olivínu, který se nachází v asociaci s flogopitem, orto- a nebo klinopyroxenem, karbonáty a chromity. V některých případech se dále v hornině dá objevit malé množství pyropů, rutilu a nebo perovskitu.
Jedná se o hlubinnou vyvřelinu. Hornina byla pojmenována po hornickém městě Kimberley v Jihoafrické republice, kde byly v roce 1871 v této hornině nalezeny diamanty a ve které se zde těžily v tzv. „Velké díře“ (Big Hole) až do roku 1914.

## Vznik
Hornina vzniká jako výsledek sopečné činnosti, kdy se na povrchu zemského tělesa objeví vulkán. V jeho nitru se nachází žhavé magma, které v pozvolna chladne a objevují se v něm krystalky. Čím delší je doba chladnutí, tím jsou vzniklé krystaly větší. Jelikož k chladnutí magmatu v tělese vulkánu (sopouších a jiných strmě postavených intruzivních tělesech) dochází velmi pozvolna, mají krystaly čas narůst. Vznikající kimberlit má dostatek času vykrystalizovat do podoby hrubozrnné horniny, s dobře omezenými zrny (alotriomorfní až idiomorfní), snadno rozpoznatelnými i pouhým okem.

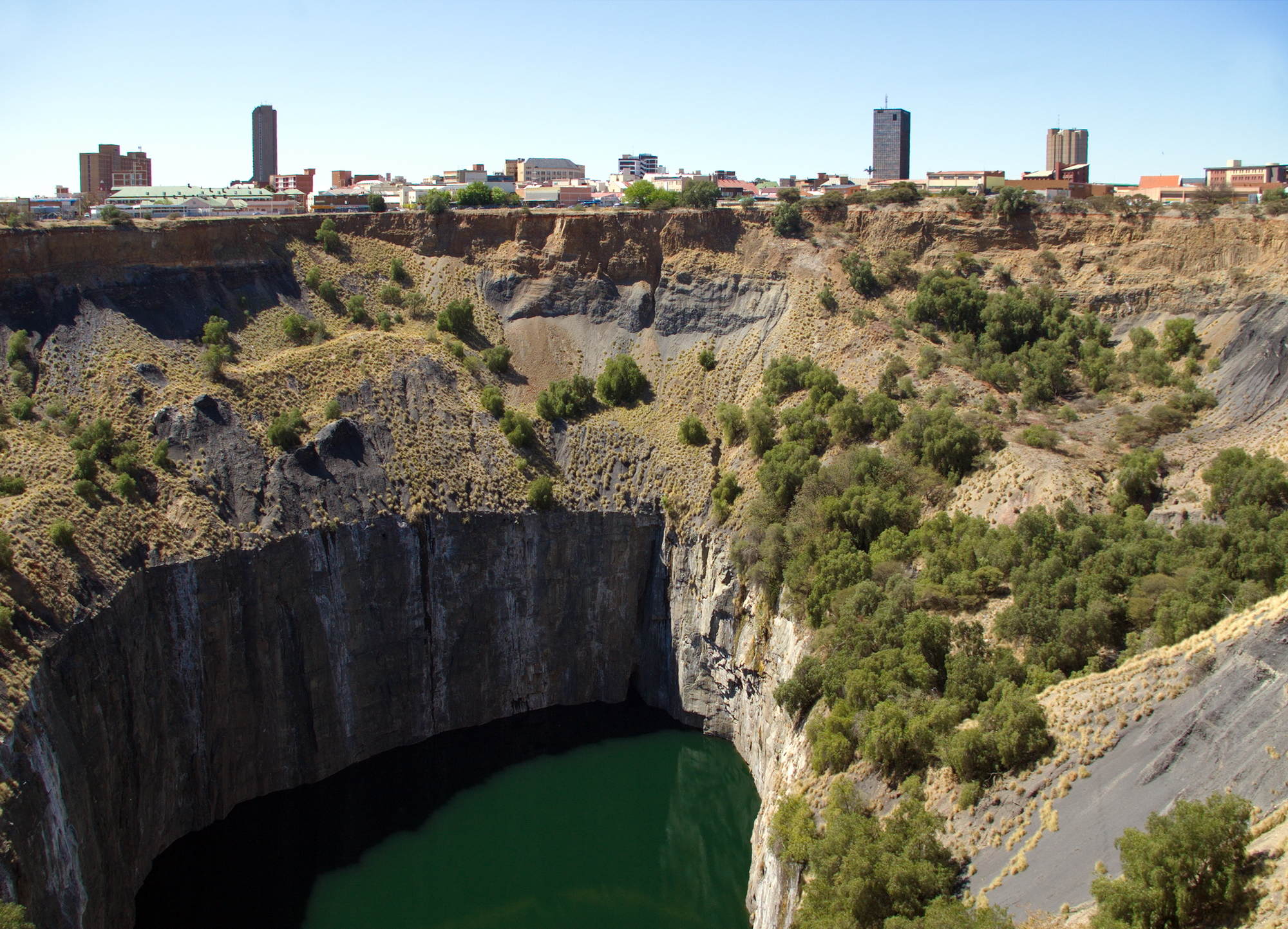
Pohled na „Big Hole“ v Kimberley v Jihoafrické republice v září 2007

Kimberlit se nachází většinou v tělesech, která mají průměr menší než 1 kilometr a která vypadají jako svislá trubkovitá tělesa protínající zemskou kůru. Často se stává, že se tato tělesa v hloubce spojují a vytvářejí větší tělesa. Kimberlitové komíny se hojně nacházejí jako pozůstatek vulkanické činnosti v oblastech jižní Afriky, kde jsou hojně těženy pro svůj vysoký obsah diamantů. Na získání diamantů je ale nutno vytěžit tuny horniny, což vede ke vzniku jedněch z nejhlubších umělých jam na světě.

## Vlastnosti
Hrubozrnná hornina, která má typickou tmavou barvu (modravě až zelenavě šedá. tmavočerná až černá) s typickou porfyrickou strukturou. Při letmém prozkoumání je často patrná struktura brekcie, kterou ale pouze připomíná. O skutečnou brekcii se ale nejedná. Mají velmi nízký obsah oxidu křemičitého a kolísavé složení.
Pro horninu je charakteristická přítomnost xenolitů vysoce metamorfovaných hornin, ultrabazických a eklogitů, které mají svůj původ ve spodní části kůry nebo ze svrchního pláště, z hloubek mezi 150 – 200 km.

## Výskyt
Většina kimberlitů pochází z období před 70 až 150 miliony let, nejstarší kimberlity jsou ale až 1,2 miliardy let staré. Nacházejí se v Africe, Austrálii, Severní Americe, Indii, Brazílii a na Sibiři. Obecně je výskyt kimberlitů vázán na kratóny kontinentálních bloků.